# کریس پنی (ورزشکار)
کریس پنی (انگلیسی: Chris Penny؛ زادهٔ may ۴, ۱۹۶۲ (۶۲ سال)) ورزشکار روئینگ اهل ایالات متحده آمریکا است.
وی در مسابقات کشوری و بین‌المللی در مجموع برندهٔ ۱ مدال نقره شده‌است.